# Ridleyandra tenella
Ridleyandra tenella är en tvåhjärtbladig växtart som först beskrevs av Brian Laurence Burtt, och fick sitt nu gällande namn av Brian Laurence Burtt. Ridleyandra tenella ingår i släktet Ridleyandra och familjen Gesneriaceae. Inga underarter finns listade i Catalogue of Life.